# آیرون روبی
آیرون روبی (انگلیسی: IronRuby) یک پیاده‌سازی از زبان برنامه‌نویسی روبی است که هدف آن Microsoft .NET Framework است.
این پروژه در حال حاضر غیرفعال است و آخرین نسخه آیرون روبی (نسخه ۱٫۱٫۳) در مارس ۲۰۱۱ منتشر شد.